# اریک والستد
اریک والستد (سوئدی: Erik Wahlstedt؛ زادهٔ ۱۶ آوریل ۱۹۷۶) بازیکن فوتبال اهل سوئد است.
از باشگاه‌هایی که در آن بازی کرده است می‌توان به باشگاه فوتبال هلسینگبورگس، باشگاه فوتبال اسبیرگ، و باشگاه فوتبال یوتبری اشاره کرد.
وی همچنین در تیم‌های ملی فوتبال زیر ۱۷ سال سوئد، زیر ۱۹ سال سوئد، زیر ۲۱ سال سوئد، و سوئد بازی کرده است.